# جون مايو
جون مايو (بالإنجليزية: John Mayow)‏ هو عالم بريطاني في مجال الكيمياء والفيزياء وعلم وظائف الأعضاء عاش في الفترة ما بين 1641–1679.
اشتهر مايو بأبحاثه في تفسير عملية التنفس وطبيعة الهواء.

## حياته
ولد جون مايو في كورنوال وذلك ما بين سنتي 1641 و 1643، ودخل كلية وادهام Wadham College في أكسفورد سنة 1658.
درس مايو القانون وامتهن الطب، وبناء على توصية من روبرت هوك أصبح زميلاً في الجمعية الملكية.
توفي مايو سنة 1679 ودفن في حديقة كوفنت Covent Garden في كنيسة سانت بول في لندن.

## أعماله

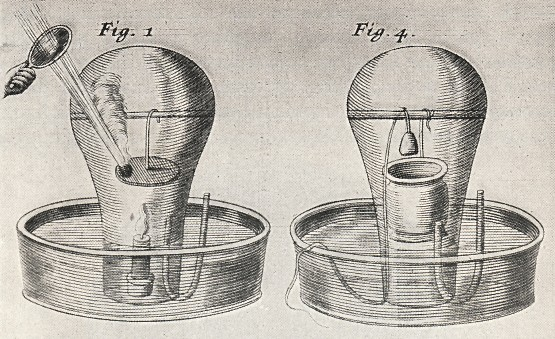
رسم لأجهزة استخدمها مايو في تجاربه.

في أواخر القرن السابع عشر برهن العالم روبرت بويل أنّ الهواء ضروري من أجل عملية الاحتراق، إلّا أنّ جون مايو أظهر فيما بعد وبشكل أدقّ أنّ قسماً فقط من الهواء هو الذي يلزم لعمليّة الاحتراق، وأسماه spiritus nitroaereus. لاحظ مايو أيضاً أن الأنتيموان يزداد وزنه عندما يسخّن، واستنتج من ذلك أنّ المادّة التي أسماها nitroaereus هي التي تتّحد مع الفلزّ. نشر مايو أبحاثه سنة 1668 تحت اسم "De respiratione".

## روابط خارجية
- جون مايو على موقع الموسوعة البريطانية (الإنجليزية)